# Chester, Kalifornien
Chester är en ort i Plumas County i delstaten Kalifornien, USA.